# Michael J. Fox
Michael Andrew Fox, OC (Edmonton, 9 de junho de 1961), mais conhecido como Michael J. Fox é um ator e ativista canadense-americano. Fox fez sua estreia no seriado Family Ties (1982–89), antes de se tornar mundialmente conhecido pelo papel de Marty McFly na trilogia Back to the Future (1985–1990). 
Ele também apareceu em outros filmes de sucesso como Teen Wolf (1985), The Secret of My Success (1987), Casualties of War (1989), Doc Hollywood (1991) e The Frighteners (1996), antes de retornar à televisão com a série Spin City entre 1996 a 2000.
Tendo sido diagnosticado precocemente com mal de Parkinson no início da década de 1990, o que ele só tornou público em 1998, Fox se tornou um defensor da descoberta de uma cura e fundou sua própria fundação, a  Michael J. Fox Foundation em 2000, dedicada à financiar pesquisas e tratamentos para a doença.
Como o agravamento dos sintomas o forçou a reduzir seu trabalho de atuação, Fox se voltou para trabalhos em dublagem, como a trilogia Stuart Little (1999–2005) e o filme de animação Atlantis: The Lost Empire (2001), mas continuou a fazer aparições, principalmente na televisão, incluindo a comédia dramática Rescue Me (2009), o drama jurídico The Good Wife (2010–2016) e seu spinoff The Good Fight (2020), e a série de comédia Curb Your Enthusiasm (2011, 2017). O último papel de destaque de Fox foi o protagonista da sitcom de curta duração The Michael J. Fox Show (2013–2014). Ele se aposentou oficialmente em 2020 devido ao declínio de sua saúde.
Fox ganhou cinco prêmios Emmy, quatro prêmios Globos de Ouro, dois prêmios Screen Actors Guild e um prêmio Grammy. Ele foi nomeado oficial da Ordem do Canadá em 2010 e foi indicado para a Calçada da Fama do Canadá em 2000 e para a Calçada da Fama de Hollywood em 2002. Em 2022, Michael recebeu o Prêmio Humanitário Jean Hersholt, porque a sua "defesa incansável na pesquisa sobre a doença de Parkinson, juntamente com seu otimismo sem limites, exemplifica o impacto de uma pessoa em mudar o futuro de milhões". Em 2023, foi lançado o documentário Still: A Michael J. Fox Movie, produzido pela Apple TV

## Biografia
Michael Andrew Fox nasceu em Edmonton, Alberta, no Canadá, e é o 4.º de cinco irmãos. O seu pai, William Fox, era um oficial de polícia, membro das Forças Armadas Canadenses (Canadian Forces), tendo-se reformado em 1971. A sua mãe, Phyllis Fox (Piper em solteira), era empregada de escritório. Michael mudou bastante de residência quando criança, dadas as mudanças de áreas de atuação do pai.

## Carreira
Como na hora de se registrar no Sindicato de Atores já havia um Michael Fox e ele não gostava do som de Michael A. Fox, Fox trocou sua inicial do meio no nome artístico por "J", em homenagem ao ator Michael J. Pollard.
Papeis mais destacados incluem os filmes da série Back to the Future (br: De Volta Para o Futuro), Mars Attacks! (br/pt: Marte Ataca!), Teen Wolf, e as séries de TV Family Ties e Spin City. Dublou Stuart Little na série de filmes baseada no livro popular de E. B. White; Chance nos filmes Homeward Bound: The Incredible Journey (br: A Incrível Jornada) e Homeward Bound II: Lost in San Francisco (br: A Incrível Jornada II), além de Milo Thatch em Atlantis: The Lost Empire (br: Atlantis: o Reino Perdido).
Em 2003, escreveu o primeiro episódio duma série cómica (sitcom) intitulada Hench at Home, mas a série não foi além do primeiro episódio.

## Outros trabalhos
Fox foi produtor executivo de Spin City ao lado dos co-criadores Bill Lawrence e Gary David Goldberg.
Fox é autor de quatro livros: Lucky Man: A Memoir (2002), Always Looking Up: The Adventures of an Incurable Optimist (2009), A Funny Thing Happened on the Way to the Future: Twists and Turns and Lessons Learned (2010) e No Time Like the Future: An Optimist Considers Mortality (2020).

## Vida pessoal

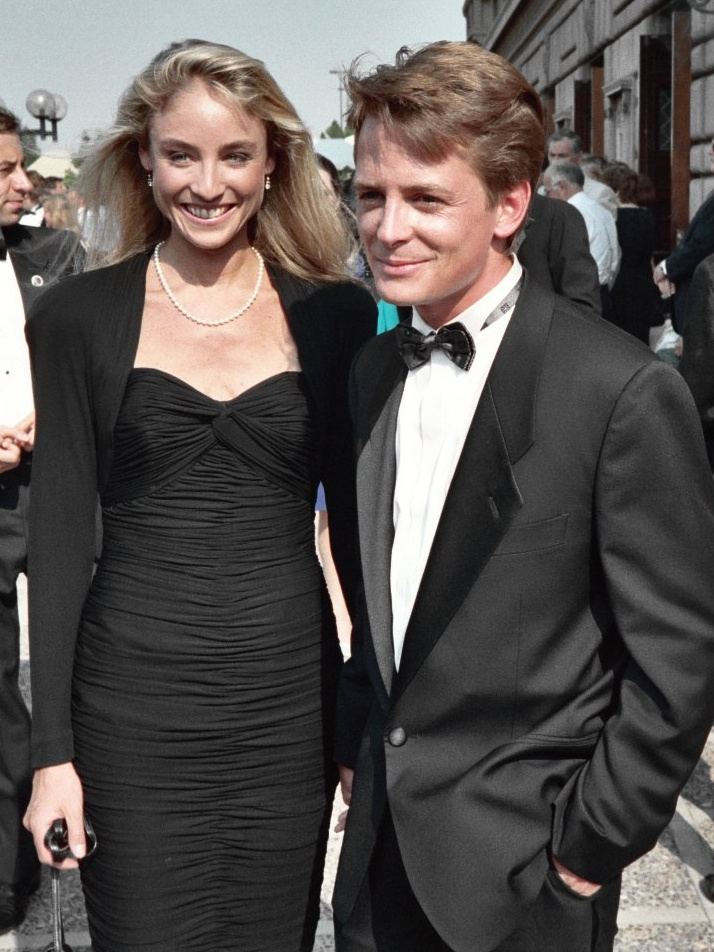
Michael e a esposa, Tracy Pollan, na cerimônia do Emmy em agosto de 1988.

Fox é casado com a atriz Tracy Pollan desde 1988. Os dois se conheceram no set de Family Ties e casaram-se em 16 de julho de 1988, em Arlington, Vermont. O casal possui quatro filhos: Sam Fox (nascido em 30 de maio de 1989), as gêmeas Aquinnah e Schuyler Fox (nascidas em 15 de fevereiro de 1995) e a caçula Esmé Fox (nascida em 3 de novembro de 2001). Fox possui dupla cidadania: canadense e americana.

### Mal de Parkinson
Fox começou a apresentar sintomas da doença de Parkinson precoce em 1991, durante as filmagens do filme Doc Hollywood, recebendo o diagnóstico logo depois. Embora seus sintomas iniciais fossem apenas um dedo mindinho tremendo e um ombro dolorido, os médicos disseram a ele que dentro de alguns anos ele ficaria incapacitado de trabalhar. As causas da doença de Parkinson não são bem compreendidas e podem incluir fatores genéticos e ambientais. Fox é um dos pelo menos quatro membros do elenco e da equipe de Leo and Me que desenvolveram Parkinson de início precoce. 
Após seu diagnóstico, Fox começou a beber muito e entrou em depressão.  Em 1992, ele procurou ajuda profissional e parou de beber completamente.
Em 1998, Fox tornou pública sua doença, tornando-se um forte defensor da pesquisa sobre a doença de Parkinson. Em seu primeiro livro, uma autobiografia, intitulada Lucky Man ("Homem de Sorte"), Fox relatou como, após sete anos de negação da doença, ele criou a Fundação Michael J. Fox, parou de beber e se tornou um defensor das pessoas que vivem com a doença de Parkinson.
Em 2000, ele anunciou que abandonaria o papel principal em Spin City após o  diagnóstico, sendo substituído por Charlie Sheen.
Fox controla os sintomas da doença de Parkinson com o medicamento carbidopa/levodopa. Ele fez uma talamotomia em 1998.
Desde então, Fox tem sido um defensor proeminente e tem arrecadado fundos para pesquisa em células-tronco, que acredita um dia ajudar vítimas da Doença de Parkinson e outras doenças debilitantes. Sua fundação, a Michael J. Fox Foundation, foi criada para ajudar a promover todos os caminhos promissores de pesquisa para a cura da doença de Parkinson.
Seu trabalho o levou a ser nomeado uma das 100 pessoas "cujo poder, talento ou exemplo moral está transformando o mundo" em 2007 pela revista Time. Ele recebeu um doutorado honorário em direito pela Universidade da Colúmbia Britânica.
Seu segundo livro, Always Looking Up: The Adventures of an Incurable Optimist, descreve sua vida entre 1999 e 2009, com grande parte do livro centrada em como Fox começou a fazer campanha pela pesquisa com células-tronco. Em 31 de março de 2009, Fox apareceu no The Oprah Winfrey Show ao lado do médico Mehmet Oz para discutir sua condição, bem como seu livro, sua família e seu especial no horário nobre, que foi ao ar em 7 de maio de 2009 (Michael J. Fox: Adventures of an Incurable Optimist).
Em 2016, sua organização criou uma rifa para conscientizar sobre a doença de Parkinson e arrecadou US$ 6,75 milhões, com a ajuda da Nike, Inc.. por meio de dois leilões, um em Hong Kong e outro em Londres.
No Governors Awards de 2022, Fox recebeu o Prêmio Humanitário Jean Hersholt por seus esforços na luta contra o Parkinson, tendo arrecadado mais de US$ 1 bilhão para pesquisas. O prêmio foi entregue pelo amigo Woody Harrelson.
Em uma entrevista de 2023 com Jane Pauley no CBS Sunday Morning, Fox disse: "Não vou mentir. Está ficando mais difícil. A cada dia está mais difícil." Ele disse que fez uma cirurgia na coluna para um tumor benigno e fraturou ossos em várias quedas.
Sua vida é o tema de Still: A Michael J. Fox Movie, um documentário de 2023 de Davis Guggenheim para a Apple TV+.

## Prêmios e honrarias
Ao longo de sua carreira, Fox ganhou cinco prêmios Emmy, quatro prêmios Globo de Ouro, dois prêmios Screen Actors Guild e um prêmio Grammy. Ele também foi nomeado Oficial da Ordem do Canadá em 2010, além de ter sido introduzido na Calçada da Fama do Canadá em 2000 e na Calçada da Fama de Hollywood em 2002. Por sua defesa da cura para a doença de Parkinson, ele recebeu o Prêmio Humanitário Jean Hersholt da Academia de Artes e Ciências Cinematográficas em 2022.
- 2000: Homenageado pelo Family Television Awards por suas atuações.
- 2000: Incluído na Calçada da Fama do Canadá, localizada em Toronto, Ontário, que reconhece as conquistas e realizações de canadenses bem-sucedidos.[18]

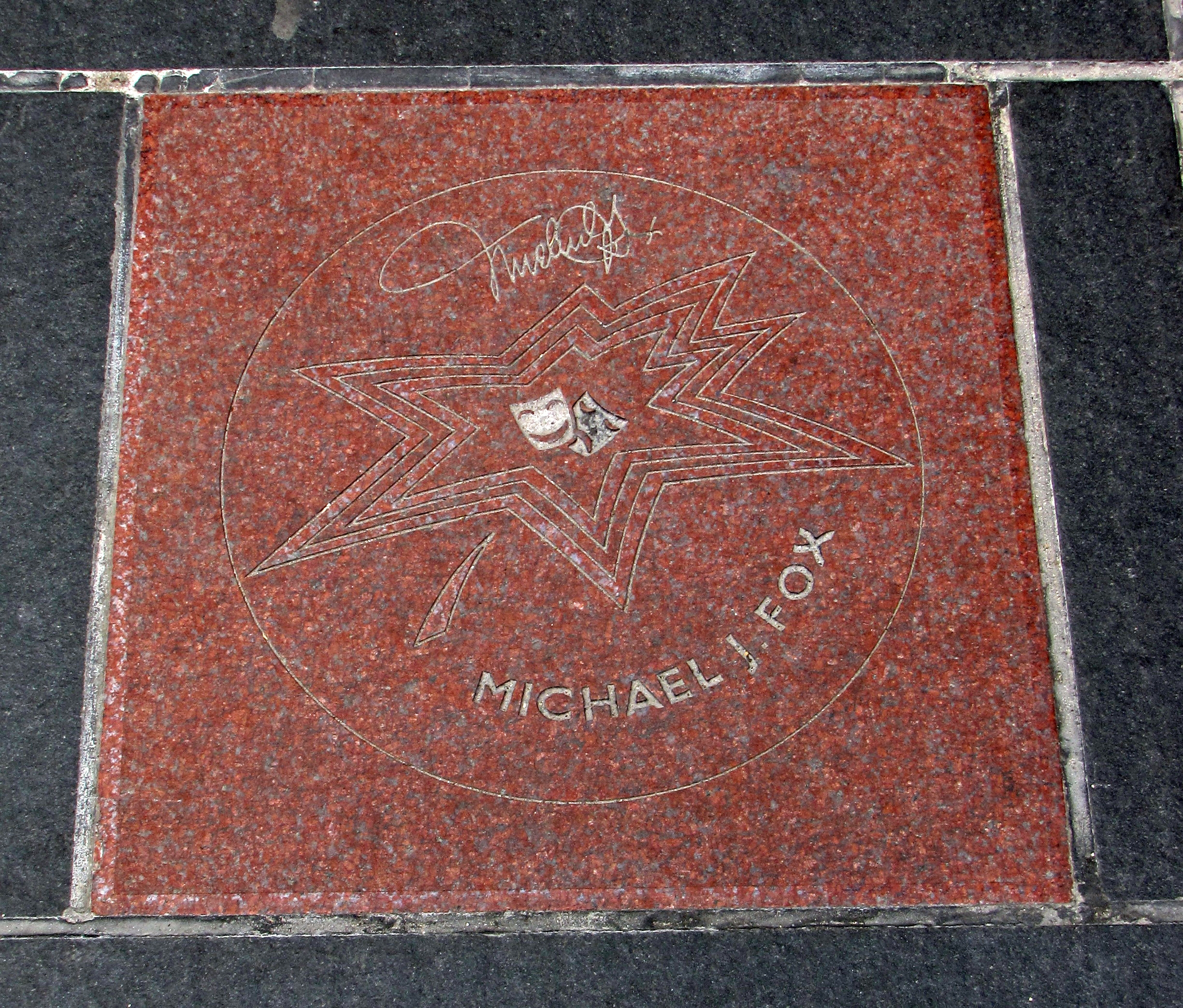
Estrela de Fox na Calçada da fama do Canadá.

- 16 de dezembro de 2002: Recebeu a 2209ª Estrela na Calçada da Fama de Hollywood em reconhecimento às suas contribuições à indústria cinematográfica, concedida a ele pela Câmara de Comércio.

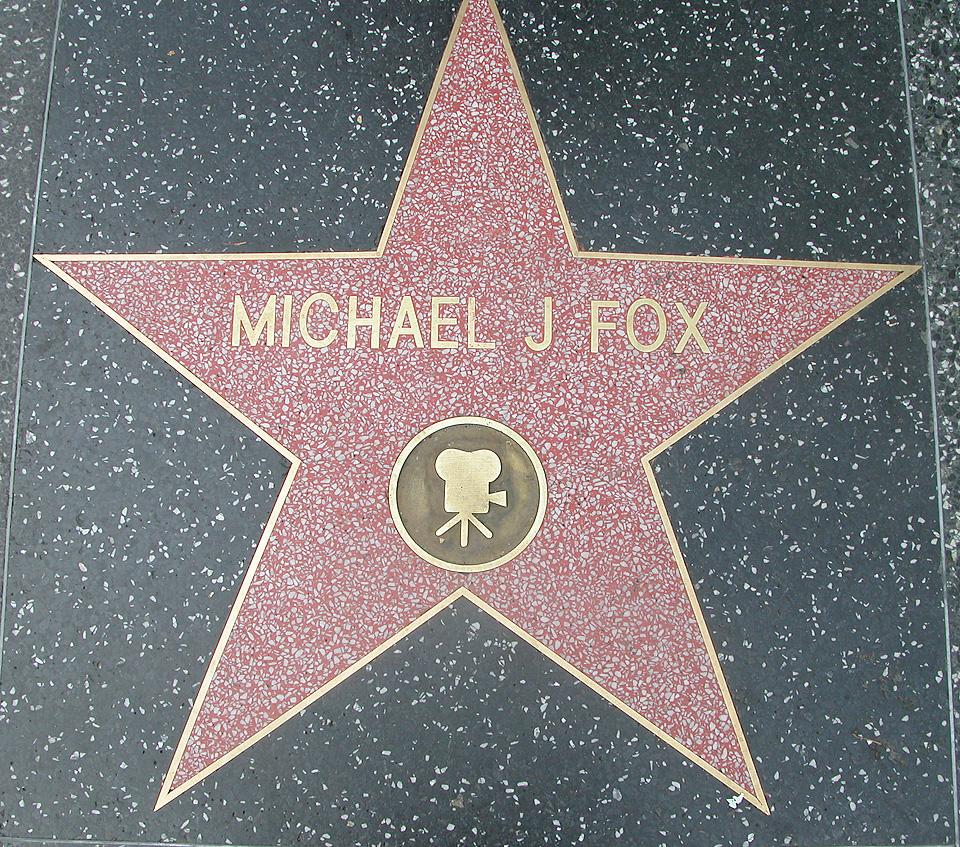
Estrela de Fox na Calçada da Fama de Hollywood.

- 2005: Recebeu o Prêmio Golden Plate da Academia Americana de Conquistas.
- 2011: Homenageado com o Prêmio Câmera de Ouro pelo Conjunto da Obra – Internacional.
- 2010: Nomeado Oficial da Ordem do Canadá – O Oficial OC reconhece o serviço ou a realização nacional.[19]
- 2010: Recebeu o Prêmio de Serviço Distinto da Associação Nacional de Radiodifusores.[20]
- 2010: Recebeu o título de doutor honoris causa do Instituto Karolinska
- 2013: Homenageado com o prêmio Golden Apple Award pela Casting Society of America.
- 2021: Doutor em Belas Artes, honoris causa, pela Simon Fraser University.[21]
- 2022: Recebeu o Prêmio Humanitário Jean Hersholt da 95ª edição do Oscar.[22]

| Ano       | Prêmio                                | Categoria                                       | Nome da Obra                                               |
| --------- | ------------------------------------- | ----------------------------------------------- | ---------------------------------------------------------- |
| 1985      | Saturn Award                          | Melhor Ator                                     | De Volta para o Futuro                                     |
| 1986      | Emmy                                  | Melhor Ator Principal                           | Family Ties                                                |
| 1987      | Emmy                                  | Melhor Ator Principal                           | Family Ties                                                |
| 1988      | Emmy                                  | Melhor Ator Principal                           | Family Ties                                                |
| 1989      | Globo de Ouro                         | Melhor Ator em Série de TV (Comédia ou Musical) | Family Ties                                                |
| 1998      | Globo de Ouro                         | Melhor Ator em Série de TV (Comédia ou Musical) | Spin City                                                  |
| 1999      | Globo de Ouro                         | Melhor Ator em Série de TV (Comédia ou Musical) | Spin City                                                  |
| SAG Award | Melhor Ator em Série de TV de Comédia |                                                 | Spin City                                                  |
| 2000      | Globo de Ouro                         | Melhor Ator em Série de TV (Comédia ou Musical) | Spin City                                                  |
| 2000      | SAG Award                             | Melhor Ator em Série de TV de Comédia           | Spin City                                                  |
| 2000      | Emmy                                  | Melhor Ator Principal                           | Spin City                                                  |
| 2009      | Emmy                                  | Melhor Ator Convidado                           | Rescue Me                                                  |
| 2010      | Grammy                                | Melhor Album de Spoken Word                     | Always Looking Up: The Adventures of An Incurable Optimist |

## Filmografia

### Como ator
| Cinema    | Cinema                                             | Cinema                                        | Cinema                                                                             |
| Ano       | Filme                                              | Papel                                         | Nota                                                                               |
| --------- | -------------------------------------------------- | --------------------------------------------- | ---------------------------------------------------------------------------------- |
| 1980      | Midnight Madness                                   | Scott Fisher                                  |                                                                                    |
| 1982      | Class of 1984                                      | Arthur                                        |                                                                                    |
| 1985      | Back to the Future                                 | Marty McFly                                   |                                                                                    |
| 1985      | Teen Wolf                                          | Scott Howard                                  |                                                                                    |
| 1987      | Light of Day                                       | Joe Rasnick                                   |                                                                                    |
| 1987      | The Secret of My Success                           | Brantley Foster/Carlton Whitfield             |                                                                                    |
| 1988      | Bright Lights, Big City                            | Jamie Conway                                  |                                                                                    |
| 1989      | Casualties of War                                  | PFC. Eriksson                                 |                                                                                    |
| 1989      | Back to the Future Part II                         | Marty McFly / Marty McFly Jr. / Marlene McFly |                                                                                    |
| 1990      | Back to the Future Part III                        | Marty McFly / Seamus McFly                    |                                                                                    |
| 1990      | The Hard Way                                       | Nick Lang/Ray Casanov                         |                                                                                    |
| 1991      | Doc Hollywood                                      | Dr. Benjamin Stone                            |                                                                                    |
| 1993      | Homeward Bound: The Incredible Journey             | Chance                                        | voz                                                                                |
| 1993      | Life with Mikey                                    | Michael "Mikey" Chapman                       |                                                                                    |
| 1993      | For Love or Money                                  | Doug Ireland                                  |                                                                                    |
| 1994      | Where the Rivers Flow North                        | Clayton Farnsworth                            |                                                                                    |
| 1994      | Greedy                                             | Daniel McTeague                               |                                                                                    |
| 1995      | Blue in the Face                                   | Pete Maloney                                  |                                                                                    |
| 1995      | Coldblooded                                        | Tim Alexander                                 | Também produtor                                                                    |
| 1995      | The American President                             | Lewis Rothschild                              |                                                                                    |
| 1996      | Homeward Bound II: Lost in San Francisco           | Chance                                        | voz                                                                                |
| 1996      | The Frighteners                                    | Frank Bannister                               |                                                                                    |
| 1996      | Mars Attacks!                                      | Jason Stone                                   |                                                                                    |
| 1999      | Stuart Little                                      | Stuart Little                                 | voz                                                                                |
| 2001      | Atlantis: The Lost Empire                          | Milo James Thatch                             | voz                                                                                |
| 2002      | Interstate 60                                      | Sr. Baker                                     |                                                                                    |
| 2002      | Stuart Little 2                                    | Stuart Little                                 | voz                                                                                |
| 2006      | Stuart Little 3: Call of the Wild                  | Stuart Little                                 | voz                                                                                |
| 2014      | Annie                                              | Ele mesmo                                     |                                                                                    |
| 2015      | Back in Time                                       | Ele mesmo / Marty McFly                       | Documentário                                                                       |
| 2015      | Mr. Calzaghe                                       | Ele mesmo                                     | Documentário                                                                       |
| 2016      | A.R.C.H.I.E.                                       | A.R.C.H.I.E.                                  | voz                                                                                |
| 2018      | A.R.C.H.I.E. 2: Mission Impawsible                 | A.R.C.H.I.E.                                  | voz                                                                                |
| 2019      | See You Yesterday                                  | Sr. Lockhart                                  |                                                                                    |
| 2021      | Back Home Again                                    | Michael J. Bird                               | voz                                                                                |
| 2023      | Still: A Michael J. Fox Movie                      | Ele mesmo                                     | Documentário                                                                       |
| Televisão |                                                    |                                               |                                                                                    |
| Ano       | Título                                             | Papel                                         | Nota                                                                               |
| 1977      | The Magic Lie                                      |                                               | Episode: "The Master"                                                              |
| 1979      | Letters from Frank                                 | Ricky                                         | Filme para a TV (CBS)                                                              |
| 1979      | Lou Grant                                          | Paul Stone                                    | Episódio: "Kids"                                                                   |
| 1980      | Palmerstown, U.S.A.                                | Willy-Joe Hall                                |                                                                                    |
| 1980      | Family                                             | Richard Topol                                 | Episódio "Such a Fine Line"                                                        |
| 1980      | Trouble in High Timber Country                     | Thomas Elston                                 | Filme para a TV (ABC)                                                              |
| 1981      | Trapper John, M.D.                                 | Elliot Schweitzer                             | Episódio: Brain Child                                                              |
| 1981      | Leo and Me                                         | Jamie                                         | Produzido em 1976; não foi transmitido pela CBC até 1981 creditado como "Mike Fox" |
| 1982–1989 | Family Ties                                        | Alex P. Keaton                                | pt: Quem Sai Aos Seus br: Caras & Caretas                                          |
| 1983      | The Love Boat                                      |                                               | Episódio: "I Like to Be in America..."                                             |
| 1983      | High School U.S.A.                                 | Jay-Jay Manners                               | Filme para a TV (NBC) br: Lutando pelo Futuro                                      |
| 1984      | Night Court                                        | Eddie Simms                                   | Episódio: "Santa Goes Downtown"                                                    |
| 1984      | The Homemade Comedy Special                        | Apresentador                                  | Especial para a TV (NBC)                                                           |
| 1985      | Poison Ivy                                         | Dennis Baxter                                 | Filme para a TV (NBC) br: Férias Muito Loucas                                      |
| 1986      | David Letterman's 2nd Annual Holiday Film Festival |                                               | Especial para a TV (NBC) Segmento: "The Iceman Hummeth"                            |
| 1988      | Mickey's 60th Birthday                             | Alex P. Keaton                                | Especial para a TV                                                                 |
| 1990      | Sex, Buys & Advertising                            |                                               | Especial para a TV                                                                 |
| 1991      | Saturday Night Live                                | Apresentador                                  | Episódio: "Michael J. Fox/The Black Crowes"                                        |
| 1991      | Tales from the Crypt                               | Promotor                                      | Episódio: "The Trap"                                                               |
| 1994      | Don't Drink the Water                              | Axel Magee                                    | Filme para a TV (ABC)                                                              |
| 1996–2001 | Spin City                                          | Mike Flaherty                                 | Temporadas 1 – 4                                                                   |
| 2002      | Clone High                                         | Rim restante de Gandhi                        | Voz "Escape to Beer Mountain: A Rope of Sand"                                      |
| 2004      | Scrubs                                             | Dr. Kevin Casey                               | Episódio: "My Catalyst" Episódio: "My Porcelain God"                               |
| 2006      | Boston Legal                                       | Daniel Post                                   |                                                                                    |
| 2009      | Rescue Me                                          | Dwight                                        |                                                                                    |
| 2010      | The Colbert Report                                 | Ele próprio                                   |                                                                                    |
| 2011      | Curb Your Enthusiasm                               | Ele próprio                                   | "Episódio: "Larry vs. Michael J. Fox"                                              |
| 2010-2015 | The Good Wife                                      | Louis Canning                                 |                                                                                    |
| 2013-2014 | The Michael J. Fox Show                            | Michael Mike Henry                            |                                                                                    |
| 2018      | Designated Suvivor                                 | Ethan West                                    | 2ª temporada, Episódio 18 e 19                                                     |

### Produtor/Editor
| ano(s)    | Filme ou programa de televisão | Obs.               |
| --------- | ------------------------------ | ------------------ |
| 1995      | Coldblooded                    | Produtor           |
| 1996–2000 | Spin City                      | Produtor executivo |
| 1999      | Anna Says                      | Produtor executivo |
| 2002      | Otherwise Engaged              | Produtor executivo |
| 2003      | Hench at Home                  | Produtor executivo |